# KVV Heusden-Zolder

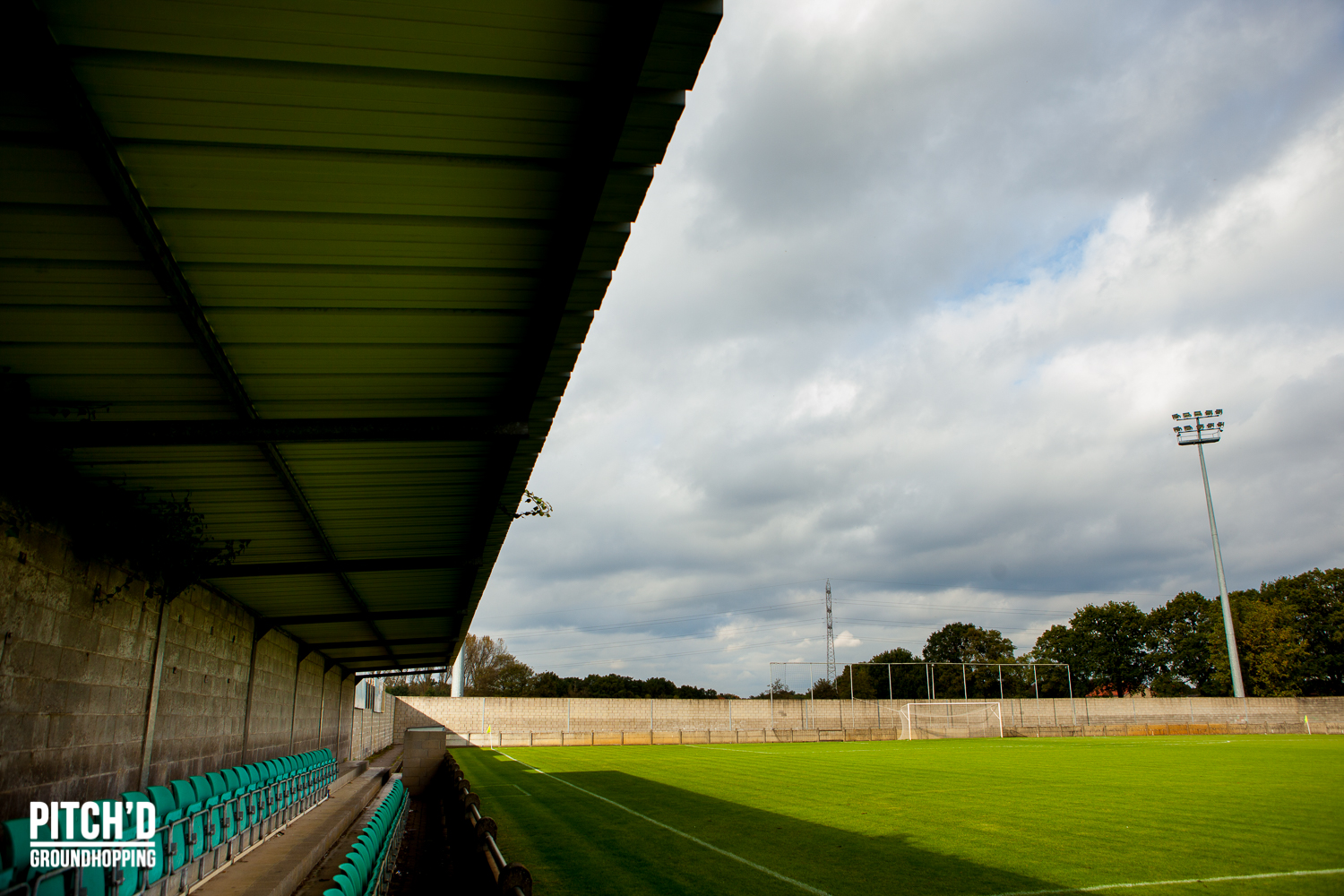
Stadion De Nieuwe Dijk, thuisbasis van KVV Heusden-Zolder

KVV Heusden-Zolder is een Belgische voetbalclub uit Heusden. De club is bij de KBVB aangesloten met stamnummer 5894 en heeft geel-groen als clubkleuren. De club klom op tot in de nationale reeksen onder de naam K. Berkenbos VV Heusden. In juli 2006 zou de club van naam wijzigen naar KVV Heusden-Zolder, als gevolg van een samenwerking van de club met de restanten van het dat jaar failliete K. Beringen-Heusden-Zolder.

## Geschiedenis
KVV Heusden-Zolder werd op 15 maart 1956 opgericht onder de naam Hal Sport door enkele voetballiefhebbers uit de wijk Hal. De club sloot zich ook dat jaar nog aan bij de KBVB. De eerste 20 jaar van de club haar bestaan fungeerde men in de lagere Limburgse provinciale reeksen. Er speelde toen vrijwel alleen maar spelers uit de buurt. Vanaf 1974 begon het beter te gaan met de club; men geraakte over een grotere tijdspanne van vierde provinciale tot de nationale reeksen, zonder ook maar eenmaal te degraderen. Op 1 juni 1990 veranderde  Hal Sport haar naam in Berkenbos Voetbalvereniging Heusden,  kortweg Berkenbos VV Heusden. Dit deed men op om haar naamsbekendheid te vergroten. In 1998/99 werd men kampioen in Eerste Provinciale Limburg en promoveerde men naar Vierde Klasse. Daar eindigde men het volgende seizoen meteen vijfde in de reeks. In 2001/02 moest men een eindronde spelen tegen degradatie. Ondanks enkele nederlagen in die eindronde kon men toch in Bevordering blijven. In 2004/05 was een testwedstrijd tegen Tempo Overijse nodig om een nieuwe eindronde tegen degradatie te vermijden, het seizoen erop eindigde de club echter als vierde in zijn reeks. In 2006 ging een andere club uit de gemeente, K. Beringen-Heusden-Zolder (stamnummer 2614), dat in Tweede Klasse speelde, failliet. Deze club en zijn stamnummer werden definitief geschrapt in maart en de resultaten van de club werden geannuleerd. Na de vereffening werd een nv BHZ-Events opgericht. Deze vereniging ging een samenwerkingsakkoord aan met Berkenbos in april 2006. Berkenbos zou omgedoopt worden tot Koninklijke VV Heusden-Zolder. Er was aanvankelijk het idee om in het stadion aan de Noordberm gaan spelen, maar men bleef toch in het stadion van Berkenbos. De voetbalpleinen aan de Noordberm kwamen in handen van SK Heusden 06, een club die nieuw werd opgestart door vroegere mensen van KBHZ. Door de samenwerking zou het budget van deze club wat omhoog gaan en zou men er naar streven minstens een stabiele derdeklasser te worden. Men zou er echter niet in slagen om het gat dat KBHZ had achtergelaten in te vullen. KVV Heusden-Zolder haar avontuur in de nationale reeksen hield stand tot in 2011, toen men na 12 jaar nationaal voetbal voor het eerst in 37 jaar degradeerde. Men zakte echter nog verder weg en degradeerde na 2011 nog drie keer achterelkaar, waardoor men aan 2014/15 begon in Vierde provinciale Limburg, het allerlaagste niveau. Ook hier ging het het eerste seizoen niet al te best, men werd twaalfde en wist maar 23 punten te verzamelen. Na dit seizoen zouden de resultaten echter weer beter worden. In 2017 werd Heusden-Zolder kampioen in Vierde provinciale. Na een veilig seizoen in de middenmoot werd men in 2019 opnieuw kampioen, ditmaal in derde provinciale. Ook in 2019/20 was men in de running voor een plaats in de eindronde, de competitie werd echter vroegtijdig gestopt vanwege een pandemie.

## Resultaten
| Seizoen                              | Klasse | Klasse | Klasse | Klasse | Klasse | Klasse | Klasse | Klasse | Klasse | Reeks                                                    | Punten                                                   | Opmerkingen                                              |
|                                      | I      | I      | II     | III    | IV     | P.I    | P.II   | P.III  | P.IV   |                                                          |                                                          |                                                          |
| ------------------------------------ | ------ | ------ | ------ | ------ | ------ | ------ | ------ | ------ | ------ | -------------------------------------------------------- | -------------------------------------------------------- | -------------------------------------------------------- |
| 1998/99                              |        |        |        |        |        | 1      |        |        |        | Eerste prov. Limburg                                     |                                                          |                                                          |
| 1999/00                              |        |        |        |        | 5      |        |        |        |        | Vierde klasse C                                          |                                                          |                                                          |
| 2000/01                              |        |        |        |        | 6      |        |        |        |        | Vierde klasse C                                          | 43                                                       |                                                          |
| 2001/02                              |        |        |        |        | 6      |        |        |        |        | Vierde klasse C                                          | 43                                                       |                                                          |
| 2002/03                              |        |        |        |        | 11     |        |        |        |        | Vierde klasse C                                          | 42                                                       |                                                          |
| 2003/04                              |        |        |        |        | 8      |        |        |        |        | Vierde klasse C                                          | 39                                                       |                                                          |
| 2004/05                              |        |        |        |        | 12     |        |        |        |        | Vierde klasse C                                          | 32                                                       |                                                          |
| 2005/06                              |        |        |        |        | 4      |        |        |        |        | Vierde klasse C                                          | 49                                                       |                                                          |
| naam gewijzigd in KVV Heusden-Zolder |        |        |        |        |        |        |        |        |        |                                                          |                                                          |                                                          |
| 2006/07                              |        |        |        |        | 11     |        |        |        |        | Vierde klasse C                                          | 37                                                       |                                                          |
| 2007/08                              |        |        |        |        | 13     |        |        |        |        | Vierde klasse C                                          | 35                                                       |                                                          |
| 2008/09                              |        |        |        |        | 11     |        |        |        |        | Vierde klasse C                                          | 38                                                       |                                                          |
| 2009/10                              |        |        |        |        | 12     |        |        |        |        | Vierde klasse C                                          | 35                                                       |                                                          |
| 2010/11                              |        |        |        |        | 15     |        |        |        |        | Vierde klasse C                                          | 32                                                       |                                                          |
| 2011/12                              |        |        |        |        |        | 13     |        |        |        | Eerste prov. Limburg                                     | 22                                                       |                                                          |
| 2012/13                              |        |        |        |        |        |        | 16     |        |        | Tweede prov. Limburg B                                   | 0                                                        |                                                          |
| 2013/14                              |        |        |        |        |        |        |        | 15     |        | Derde prov. Limburg C                                    | 21                                                       |                                                          |
| 2014/15                              |        |        |        |        |        |        |        |        | 12     | Vierde prov. Limburg A                                   | 23                                                       |                                                          |
| 2015/16                              |        |        |        |        |        |        |        |        | 7      | Vierde prov. Limburg A                                   | 36                                                       |                                                          |
|                                      | 1A     | 1B     | 1Am    | 2Am    | 3Am    | P.I    | P.II   | P.III  | P.IV   | Vanaf 2016-17 zijn er 3 nationale en 2 regionale niveaus | Vanaf 2016-17 zijn er 3 nationale en 2 regionale niveaus | Vanaf 2016-17 zijn er 3 nationale en 2 regionale niveaus |
| 2016/17                              |        |        |        |        |        |        |        |        | 1      | Vierde prov. Limburg C                                   | 67                                                       |                                                          |
| 2017/18                              |        |        |        |        |        |        |        | 8      |        | Derde prov. Limburg A                                    | 42                                                       |                                                          |
| 2018/19                              |        |        |        |        |        |        |        | 1      |        | Derde prov. Limburg A                                    | 69                                                       |                                                          |
| 2019/20                              |        |        |        |        |        |        | 5      |        |        | Tweede prov. Limburg B                                   | 43                                                       | seizoen vroegtijdig gestopt                              |
| 2020/21                              |        |        |        |        |        |        | -      |        |        | Tweede prov. Limburg B                                   | -                                                        | Seizoen geschrapt wegens Covid-19                        |
| 2021/22                              |        |        |        |        |        |        | 7      |        |        | Tweede prov. Limburg A                                   | 47                                                       |                                                          |
| 2022/23                              |        |        |        |        |        |        | 10     |        |        | Tweede prov. Limburg B                                   | 42                                                       |                                                          |
| 2023/24                              |        |        |        |        |        |        | 11     |        |        | Tweede prov. Limburg B                                   | 34                                                       |                                                          |
| 2024/25                              |        |        |        |        |        |        | 12     |        |        | Tweede prov. Limburg B                                   | 34                                                       |                                                          |
| 2025/26                              |        |        |        |        |        |        |        |        |        | Tweede prov. Limburg B                                   |                                                          |                                                          |